# LUCKY/一生懸命
「LUCKY／一生懸命」（いっしょうけんめいぶんのラッキー）は、日本の歌手である沢田研二の79枚目のシングルである。
2022年6月25日にJULIE LABELより発売された。

## 解説
- 約5年ぶりのバンド演奏の楽曲である。
- 2021年は新曲の発表が無かったため「Help! Help! Help! Help!」以来、約2年ぶりのシングルである。
- 実際のタイトルデザインは“一生懸命”が分母、“LUCKY”が分子で、上下が括線で区切られる分数表記となっている。
- 編曲の斎藤有太は沢田のバックバンドのキーボーディストとして2022年から参加している。
- 「TOKIO 2022」は1980年発売の「TOKIO」のリメイク。

## 収録曲
1. LUCKY／一生懸命
  - 作詞・作曲：沢田研二／編曲：斎藤有太
2. TOKIO 2022
  - 作詞：糸井重里／作曲：加瀬邦彦／編曲：斎藤有太